# Marjetka Jeršek
Marjetka »Kali« Jeršek, slovenska pisateljica in slikarka, * 27. julij 1961
Ustvarja na področju nove duhovnosti (New Age). Ima status svobodne umetnice.
Diplomirala je leta 1987 na Fakulteti za družbene vede v Ljubljani. Njena knjiga Teden dni do polne lune je skupaj s knjigo Marinke Fritz Kunc začela zbirko Žamet Mladinske knjige. V njej je pisala o ljubljanski alternativni sceni.
Objavljala je v časopisu in revijah Naša žena, Dialogi in Delo.
Njena starša sta bila zgodovinarja. Svojo letnico rojstva je označila za »167. obletnico padca jakobinske diktature, ki se je zgodil 9. thermidorja«.

### Lastna dela
| - Teden dni do polne lune (Mladinska knjiga, 1988) - Dišave ognja (Emonica, 1989) - Smaragdno mesto (Eurospekter, 1991) - Kariatidino srce ([samozal.] M. Jeršek, 1992) - Vetru sprememb (Quatro, 1995) - Svet čarovnije besed : komunikacija kot umetnost stika in priročnik kreativnega pisanja (Gnosis-Quatro, 1996) - Akvamarinski prehod : (roman o intuiciji in ljubezni, ki hkrati pomeni pustolovščino raziskovanja samega sebe) : vilinska pravljica (Gnosis Quatro, 1997) - Eliksir : priročnik samozdravljenja (Debora, 2000) - Knjiga urokov : [uroki in čarobne formule za prijetno spreminjanje življenja] (Debora, 2000) - V objemu povezav : priročnik za navezovanje in ohranjanje stikov (Debora, 2000) - Energija videnja : odkrijte svojo jasnovidnost (Debora, 2001) - KanDeLar : slovar vilinskih simbolov : ključi energij (Quatro, 2002) - KanDeLar Dve : slovar vilinskih simbolov : ključi energij (Tangram, 2004) | - Čarobna ljubezen (Rokus Klett, 2006) - Čari pisav : komunikacija kot umetnost stika in priročnik kreativnega pisanja (Stella, 2007) - Nirulan (Stella, 2007) - Princ zelenih sanj : vzporedni ljubezenski roman (Stella, 2007) - Totemske živali (Stella, 2007) - Viši so vilinske miši (Stella, 2007) - Imenitnost spremembe (Stella, 2008) - Kandelar : slovar vilinskih simbolov : ključi energij (Stella, 2008) - KanDeLar dve : slovar vilinskih simbolov : ključi energij (Stella, 2008) - Knjiga urokov (Stella, 2008) - Zapiski o Parasvetu (Stella, 2009) - Aoraum : knjiga modrih zmajev (samozal. M. Jeršek, 2010) - Energija videnja : odkrijte svojo jasnovidnost (Stella, 2010) - Vetra Naliv in Knjiga strupov (samozal. M. Jeršek, 2016) |

### Prevodi
- Napovedovanje usode z igralnimi kartami (Ara, 1999)

### Ilustracije
- Vilinski simboli : Začni? Včeraj! (Doit, 2013)